# CHEV Diekirch
CHEV Diekirch est un club luxembourgeois de volley-ball fondé en 1964 et basé à Diekirch, évoluant pour la saison 2018-2019 en Novotel Ligue Dames. 

## Palmarès
- Championnat du Luxembourg
  - Finaliste : 2016, 2017, 2018, 2019.
- Coupe du Luxembourg
  - Finaliste : 2018, 2019.
- Supercoupe du Luxembourg
  - Finaliste : 2018, 2019.

## Effectifs

### Saison 2018-2019
| No                                            | Nom                                           | Date de naissance                             | Taille                         | Poids                          | Poste                          |
| --------------------------------------------- | --------------------------------------------- | --------------------------------------------- | ------------------------------ | ------------------------------ | ------------------------------ |
| 1                                             | Isabelle Frisch                               | 16 décembre 1987                              | 178                            | 60                             | Réceptionneuse-attaquante      |
| 2                                             | Svetlana Stoyanova                            | 26 février 1984                               | 182                            | 75                             | Réceptionneuse-attaquante      |
| 3                                             | Lara Wagner                                   | 24 juillet 1994                               | 176                            | 59                             | Centrale                       |
| 4                                             | Yuliya Stoyanova                              | 22 juillet 1985                               | 185                            | 67                             | Réceptionneuse-attaquante      |
| 5                                             | Samirah Frisch                                | 19 juin 1989                                  | 165                            | 55                             | Libero                         |
| 6                                             | Claudine Delles-Maller                        | 9 octobre 1968                                | 170                            | 65                             | Réceptionneuse-attaquante      |
| 7                                             | Laura Ruellan                                 | 25 janvier 1992                               | 172                            | 69                             | Passeuse                       |
| 8                                             | Lynn Vrancken                                 | 11 mai 1988                                   | 170                            | 59                             | Libero                         |
| 9                                             | Claudine Scholtes                             | 1er novembre 1990                             | 172                            | 69                             | Centrale                       |
| 10                                            | Katrina Reuter                                | 30 août 1993                                  | 180                            | 64                             | Centrale                       |
| 11                                            | Neringa Grikštaitė                            | 21 avril 1988                                 | 186                            | 72                             | Centrale                       |
| 12                                            | Lena Wagner                                   | 17 juin 2003                                  | 180                            | 65                             | Centrale                       |
| 15                                            | Małgorzata Płusa                              | 7 novembre 1992                               | 170                            | 63                             | Passeuse                       |
| 22                                            | Marthe Lorang                                 | 20 mars 1991                                  | 177                            | 65                             | Attaquante                     |
|                                               |                                               |                                               |                                |                                |                                |
| Encadrement technique                         | Encadrement technique                         |                                               | Légende                        | Légende                        | Légende                        |
| Entraîneur : Massimo Tarantini                | Entraîneur : Massimo Tarantini                | Entraîneur : Massimo Tarantini                | : Capitaine                    | : Capitaine                    | : Capitaine                    |
| Entraîneur(s) adjoint(s) : Svetlana Stoyanova | Entraîneur(s) adjoint(s) : Svetlana Stoyanova | Entraîneur(s) adjoint(s) : Svetlana Stoyanova | : Joueuse blessée actuellement | : Joueuse blessée actuellement | : Joueuse blessée actuellement |